# 소사자
소사자(小使者)는 고구려의 관등이다. 을사(乙奢)라고도 한다. 고구려 후기의 14관등 중 제10위의 관등이며 중국의 종6품직에 해당된다.

## 개요
『삼국사기』 직관지(職官志) 외관(外官) 고구려인위조(高句麗人位條)에는 고구려가 멸망하고 신라로 망명했던 옛 고구려인(보덕국인)들에게 신문왕 6년(686년) 신라 경관직을 주었을 때 적상(狄相)과 함께 신라의 나마 관등을 받았던 소상(小相)이 소사자와 동일한 것으로 여겨지고 있다.

## 같이 보기
- 고구려의 관직

## 참고 자료
- 『삼국사기』 직관지(職官志) 외관(外官) 고구려인위조(高句麗人位條)